# Dopolavoro Aziendale Marzotto 1942-1943
Questa voce raccoglie le informazioni riguardanti il Dopolavoro Aziendale Marzotto nelle competizioni ufficiali della stagione 1942-1943.

## Rosa
| N. |                   | Ruolo | Calciatore        |
| -- | ----------------- | ----- | ----------------- |
|    | Italia (bandiera) | A     | E. Bevilacqua     |
|    | Italia (bandiera) | A     | B. Carlotto       |
|    | Italia (bandiera) | C     | Albino Castellani |
|    | Italia (bandiera) | A     | G. Dal Pezzo      |
|    | Italia (bandiera) | D     | Santo Fioraso     |
|    | Italia (bandiera) | C     | G. Fongaro        |
|    | Italia (bandiera) | A     | B. Fossa          |
|    | Italia (bandiera) | A     | C. Franceschi     |
|    | Italia (bandiera) | P     | Umberto Girolami  |
|    | Italia (bandiera) | C     | A. Loprieno       |
|    | Italia (bandiera) | C     | Attilio Mestroni  |
|    | Italia (bandiera) | A     | Angelo Oliviero   |

| N. |                   | Ruolo | Calciatore       |
| -- | ----------------- | ----- | ---------------- |
|    | Italia (bandiera) | A     | Onorio Ruengo    |
|    | Italia (bandiera) | C     | G Santin         |
|    | Italia (bandiera) | D     | B. Scomparin     |
|    | Italia (bandiera) | A     | Aldo Simoncello  |
|    | Italia (bandiera) | A     | Renzo Tizian     |
|    | Italia (bandiera) | A     | B. Torrente      |
|    | Italia (bandiera) | A     | C. Valente       |
|    | Italia (bandiera) | D     | W. Valsecchi     |
|    | Italia (bandiera) | C     | Fausto Venturini |
|    | Italia (bandiera) | A     | Benito Visona    |
|    | Italia (bandiera) | A     | R. Zanconato     |